# Loos-en-Gohelle
Loos-en-Gohelle és un municipi francès situat al departament del Pas de Calais i a la regió dels Alts de França. L'any 2007 tenia 6.816 habitants.

## Demografia

### Població
El 2007 la població de fet de Loos-en-Gohelle era de 6.816 persones. Hi havia 2.529 famílies de les quals 641 eren unipersonals (184 homes vivint sols i 457 dones vivint soles), 697 parelles sense fills, 922 parelles amb fills i 269 famílies monoparentals amb fills.
La població ha evolucionat segons el següent gràfic:
Habitants censats

### Habitatges
El 2007 hi havia 2.672 habitatges, 2.584 eren l'habitatge principal de la família, 4 eren segones residències i 84 estaven desocupats. 2.437 eren cases i 192 eren apartaments. Dels 2.584 habitatges principals, 1.548 estaven ocupats pels seus propietaris, 981 estaven llogats i ocupats pels llogaters i 55 estaven cedits a títol gratuït; 66 tenien una cambra, 169 en tenien dues, 319 en tenien tres, 656 en tenien quatre i 1.374 en tenien cinc o més. 2.021 habitatges disposaven pel capbaix d'una plaça de pàrquing. A 1.166 habitatges hi havia un automòbil i a 936 n'hi havia dos o més.

### Piràmide de població
La piràmide de població per edats i sexe el 2009 era:
| Homes | Edats   | Dones |
| ----- | ------- | ----- |
| 0     | 95 o +  | 0     |
| 8     | 90 a 94 | 20    |
| 11    | 85 a 89 | 63    |
| 27    | 80 a 84 | 45    |
| 44    | 75 a 79 | 120   |
| 118   | 70 a 74 | 128   |
| 141   | 65 a 69 | 164   |
| 152   | 60 a 64 | 147   |
| 101   | 55 a 59 | 165   |
| 244   | 50 a 54 | 217   |
| 204   | 45 a 49 | 181   |
| 229   | 40 a 44 | 294   |
| 283   | 35 a 39 | 224   |
| 243   | 30 a 34 | 274   |
| 233   | 25 a 29 | 250   |
| 243   | 20 a 24 | 169   |
| 308   | 15 a 19 | 288   |
| 290   | 10 a 14 | 292   |
| 249   | 5 a 9   | 256   |
| 215   | 0 a 4   | 204   |

## Economia
El 2007 la població en edat de treballar era de 4.456 persones, 2.890 eren actives i 1.566 eren inactives. De les 2.890 persones actives 2.509 estaven ocupades (1.380 homes i 1.129 dones) i 381 estaven aturades (201 homes i 180 dones). De les 1.566 persones inactives 385 estaven jubilades, 535 estaven estudiant i 646 estaven classificades com a «altres inactius».

### Ingressos
El 2009 a Loos-en-Gohelle hi havia 2.587 unitats fiscals que integraven 6.835 persones, la mediana anual d'ingressos fiscals per persona era de 15.207 €.

### Activitats econòmiques
Dels 208 establiments que hi havia el 2007, 4 eren d'empreses extractives, 7 d'empreses alimentàries, 1 d'una empresa de fabricació de material elèctric, 4 d'empreses de fabricació d'altres productes industrials, 24 d'empreses de construcció, 76 d'empreses de comerç i reparació d'automòbils, 7 d'empreses de transport, 13 d'empreses d'hostatgeria i restauració, 1 d'una empresa d'informació i comunicació, 7 d'empreses financeres, 9 d'empreses immobiliàries, 14 d'empreses de serveis, 21 d'entitats de l'administració pública i 20 d'empreses classificades com a «altres activitats de serveis».
Dels 52 establiments de servei als particulars que hi havia el 2009, 1 era una comissaria de policia, 1 oficina de correu, 2 oficines bancàries, 4 funeràries, 8 tallers de reparació d'automòbils i de material agrícola, 1 taller d'inspecció tècnica de vehicles, 2 autoescoles, 4 paletes, 4 fusteries, 4 lampisteries, 6 electricistes, 2 empreses de construcció, 4 perruqueries, 7 restaurants, 1 agència immobiliària i 1 saló de bellesa.
Dels 22 establiments comercials que hi havia el 2009, 3 eren supermercats, 1 una gran superfície de material de bricolatge, 2 botiges de menys de 120 m², 4 fleques, 4 carnisseries, 1 una botiga de congelats, 1 una peixateria, 1 una llibreria, 1 una botiga d'electrodomèstics i 4 floristeries.
L'any 2000 a Loos-en-Gohelle hi havia 20 explotacions agrícoles.

## Equipaments sanitaris i escolars
Els 2 equipaments sanitaris que hi havia el 2009 eren farmàcies.
El 2009 hi havia 3 escoles maternals i 3 escoles elementals. Loos-en-Gohelle disposava d'un col·legi d'educació secundària amb 326 alumnes.

## Poblacions més properes
El següent diagrama mostra les poblacions més properes.